# Pont de Quézac
Le pont de Quézac est un pont enjambant le Tarn et permettant de rejoindre le village de Quézac en Lozère. Sa vocation première était de permettre aux pèlerins d'accéder à la collégiale de Quézac et la Vierge noire de Quézac.
Il est classé monument historique depuis le 27 août 1931.

## Historique
Vers 1350, le pape Urbain V, originaire de Grizac (Le Pont-de-Montvert), décide de financer la construction d'un pont pour accéder au village de Quézac. Il devra aussi permettre d'accéder à la collégiale fondée par le même Urbain V en 1365.
Le pont tarde à se finir, et le pape Benoît XIII appelle les habitants à financer le pont, par une bulle papale datée du 2 mai 1395. Le 14 août 1450, l'administrateur de la fabrique du pont, Pélissier de Mazieu, donne quittance des produits d'une quête faite par le clerc Antoine Pomel. Le pont était donc encore en cours de construction à cette date. Le pont se termine au cours du XVe siècle, après de nouveaux appels aux dons.
La seconde voûte s'effondre en 1626, est reconstruite en 1633 grâce à l'évêque de Mende, Silvestre de Crusy de Marcillac[réf. nécessaire]. Mais s'effondre à nouveau le 17 décembre 1657. Elle est également reconstruite en 1659. En 1689 et 1691, les États du Gévaudan sont saisis par les habitants de Quézac qui se plaignent du mauvais état du pont.
Le pont est gravement endommagé en 1705 par une inondation. Le pont est réparé en 1710 pendant deux ans. Mais les entrepreneurs ne réussissent pas à achever leur besogne. Le 12 juin 1725, un devis des travaux du pont est signé par l'ingénieur du diocèse (entre 1717 et 1730) Jean de Larnac, sieur de Cruviers ou Cruviès. Le travail est confié en 1726 à deux autres entrepreneurs qui ne furent pas plus efficaces : le cintre s'écroule avec les ouvriers qui heureusement ne sont pas dangereusement blessés. Les mêmes entrepreneurs reprennent les travaux en 1728. Ils reconstruisent la pile, mais le 5 octobre, une crue emporta l'ouvrage.
Les États décidèrent alors d'appeler des ingénieurs et des experts pour donner leur avis sur les travaux faits et vérifier s'il n'y avait pas eu de faute de construction. L'avis des experts ayant confirmé la faute, il y eut procès qui dura huit ans et au terme duquel les entrepreneurs furent condamnés.
L'ingénieur de la province, De Clapier, entreprend alors de rebâtir le pont en allant poser les fondations sur le rocher. Les travaux sont terminés en 1738. À la fin des travaux l'entrepreneur Pélissier reçut 1000 livres de gratification. En 1739 est ajoutée une chapelle sur la troisième pile du pont, dédiée à saint Joseph. Il n'en subsiste qu'un arceau.

## Caractéristiques techniques

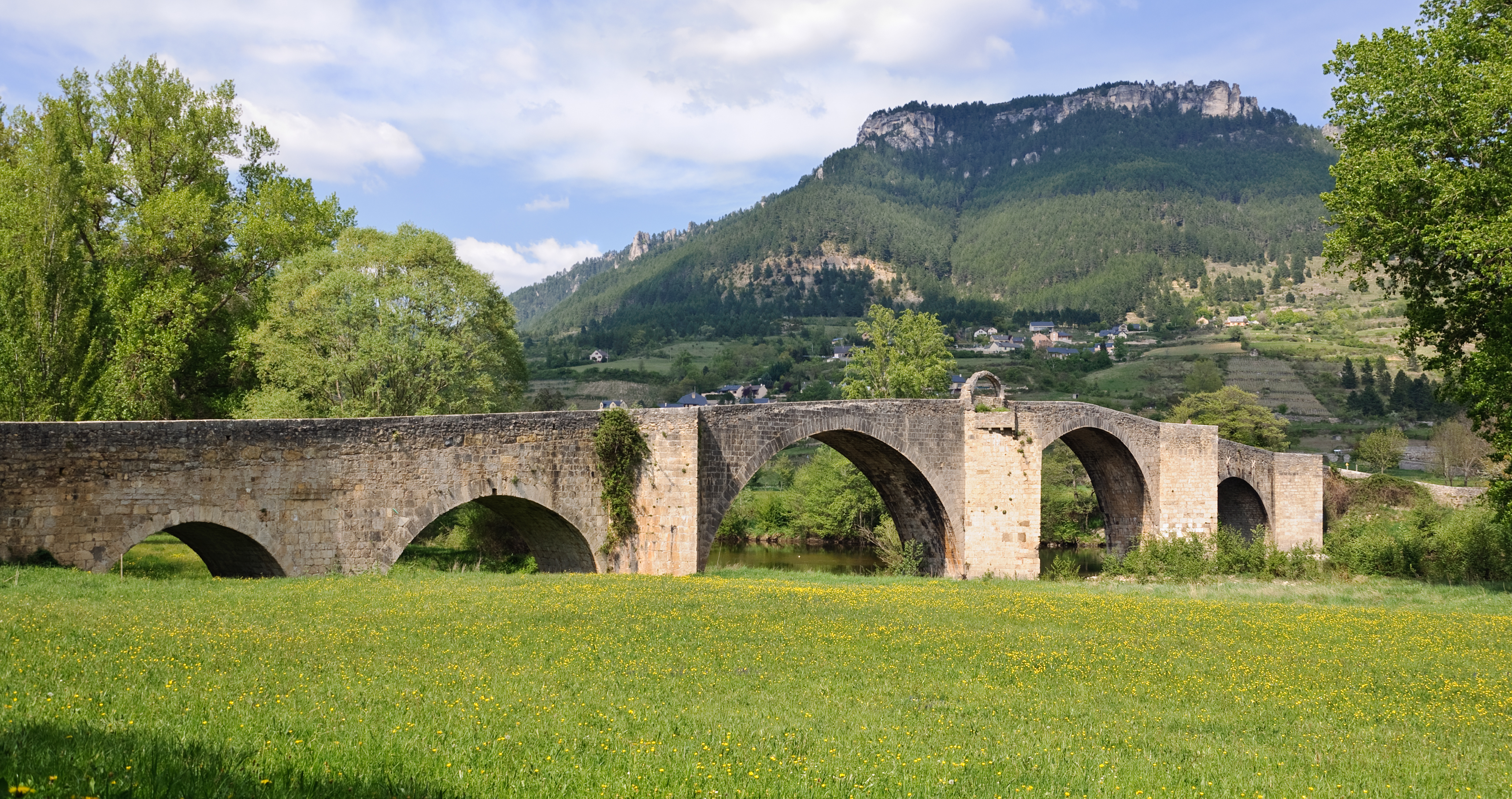
Le pont de Quézac, vu de la rive gauche du Tarn.

Le pont est en dos d'âne prononcé. Les six arches sont en plein cintre. Les piles sont à avant-bec triangulaires. La deuxième pile depuis Quézac a un arrière-bec à cul-carré. La troisième pile est avec un arrière-bec triangulaire. Les autres piles côté n'ont pas d'arrière-becs.
Les ouvertures des arches à partir de Quézac sont :
9,00 - 16,50 - 20,00 - 21,80 - 12,40 - 8,70 m
Épaisseur des piles à partir de Quézac :
4,10 - 4,60 - 4,60 - 5,85 - 5,90 m
Largeur de la chaussée, y compris les garde-corps : 5,00 m

### Sources et références
1. 1 2  Notice no PA00103908, sur la plateforme ouverte du patrimoine, base Mérimée, ministère français de la Culture
2. ↑  Félix Buffière, Ce tant rude Gévaudan [détail des éditions], tome I, p. 777